# Tillie the Toiler
Tillie the Toiler é um filme de comédia produzido nos Estados Unidos e lançado em 1927.